# 佐賀カントリー倶楽部
佐賀カントリー倶楽部（さがカントリーくらぶ）は、佐賀県三養基郡みやき町にあるゴルフ場である。

## 概要
「佐賀カントリー倶楽部」の創始者は山口末夫である、山口はどうせゴルフ場を造るのなら「日本一のゴルフ場にする」との信念を持っていた。当時、高名なゴルフ場設計家は、関東では井上誠一、関西では上田治と称されていた。
山口末夫は井上誠一に白羽の矢を立てたが相手は超多忙である、井上の設計のコースは九州では鹿児島県の「いぶすきゴルフクラブ」（1968年（昭和43年）開場）ただ一つしかなかった。山口は井上詣でを繰り返し、井上を佐賀県北茂安町（現・みやき町）の現地視察まで引っ張り出そうとするが、なかなか首を立てに振ってくれなかった。
設計を引き受けた井上誠一の現地視察が終わるころ、井上は「東に筑紫次郎、 南に佐賀平野、有明海を越えて雲仙岳、西に多良岳、天山、背振山の連峰と、周囲の景観にかこまれた丘陵地に新しいゴルフコースを設計する、私に与えられたカンバスとなった」と記している。また、井上は「ここの設計が最後になるかも」と、九州で二つ目の井上設計のコースが筑後川の丘陵地に造られることになった。

## 所在地
〒849-0111 佐賀県三養基郡みやき町白壁2785番地

## コース情報
- 開場日 - 1971年5月11日
- 設計者 - 井上 誠一
- 面積 - 820,000m2（約24.8万坪）
- コースタイプ - 丘陵コース
- コース - 18ホールズ、パー72、6,748ヤード、コースレート72.8
- フェアウェー - コウライ
- ラフ - ノシバ
- グリーン - 1グリーン、ベント（ペンクロス）
- ハザード - バンカー76、池が絡むホール5
- ラウンドスタイル -　キャディ・セルフ選択可、コースナビ乗用カート付、1組4人が原則、状況によりツーサム可、乗用カート(5人乗り)リモコン式
- 練習場 - 10打席150ヤード
- 休場日 - 定休日なし[2][3]

## クラブ情報
- ハウス面積 - 3,605m2（1,090.5坪）
- ハウス設計 - 株式会社 久米設計
- ハウス施工 - 松尾建設 株式会社[2][3]

## ギャラリー
- コース - 「佐賀カントリー倶楽部」、コース紹介、2021年9月12日閲覧
- ハウス - 「佐賀カントリー倶楽部」、施設紹介、2021年9月12日閲覧

## 交通アクセス
鉄道
- 西鉄天神大牟田線 - 西鉄久留米駅より タクシー利用約分[4]

道路
- 長崎自動車道 - 鳥栖ICより 8Km
- 九州自動車道 - 久留米ICより 13Km[4]

## 関連文献
- 『ゴルフ場ガイド 西版』、2006-2007、「佐賀カントリー倶楽部」、東京 ゴルフダイジェスト社、2006年5月、2021年9月12日閲覧